# Final Victory

Final Victory (最後勝利, Zui hou sheng li) est un film hongkongais réalisé par Patrick Tam, sorti en 1987.

## Synopsis
Bo est un gangster qui demande à son jeune frère Hung de prendre soin de ses deux maîtresses Ping et Mimi. Bientôt, Hung tombe amoureux de Mimi et il se rend compte que cette romance menace ses relations avec Bo.

## Fiche technique
- Titre : Final Victory
- Titre original : 最後勝利 (Zui hou sheng li)
- Réalisation : Patrick Tam
- Scénario : Patrick Tam et Wong Kar-wai
- Pays d'origine : Hong Kong
- Format : Couleurs - 1,85:1 - Mono - 35 mm
- Genre : Film de gangsters, drame, romance
- Durée : 93 minutes
- Date de sortie : 1987

## Distribution
- Eric Tsang : Hung
- Lee Din-long : Ping
- Loletta Lee : Mimi
- Tsui Hark : Bo
- Dennis Chan : gérant du club de Mahjong
- Chen Jing : voyou
- Yin Szema : fiancée de Hung